# Baumhof (Eitorf)
Baumhof ist ein Ortsteil der Gemeinde Eitorf. Baumhof liegt auf dem Nutscheid an der Römerstraße in einer Höhe von 254 m ü. NHN. Nachbarorte im Norden sind Fußhollen, Schmitzdörfgen und Holenfeld.